# Юшкініт
Юшкініт (англ. Yushkinite) — гібридний мінерал ванадію з групи валлеріїту (англ. Valleriite). Зустрічається на Пай-Хой, Полярний Урал.
Названий на честь мінералога академіка Н. П. Юшкіна. Відкритий А. Б. Макєєвим, Т. Л. Євстігнєєвою, Н. В. Тронєвою, Л. Н. Вяльсовим, А. І. Горшковим і Н. В. Трубкіним. Затверджений ММА у 1983 році.

## Морфологія
Мінерал зустрічається у вигляді ізометричних і лускуватих індивідів розміром від 0,5 до 2 мм, а також їх лінійних агрегатів до 10-40 мм, що легко розщеплюються пінакоїдальними площинами досконалої спайності.
Колір рожево-фіолетовий з сильною мідно-червоною і помаранчево-червоною мінливістю. Блиск яскравий, металевий. У віддзеркаленому світлі анізотропний, сильне подвійне віддзеркалення. Одновісний, оптично негативний.

## Властивості
- Твердість менше 1 за шкалою Мооса.
- Щільність 2,94±0,02 г/см3.

## Умови утворення
Юшкініт стійкий у природних умовах.
Асоціює здебільшого із сфалеритом, сульванітом, флюоритом, кварцем, кальцитом, доломітом, смітсонітом, хлоритом, патронітом.

## Родовища
Юшкініт знайдений на Пай-Хої у середній течії ріки Силова-Яха, у скальних відслоненнях, 1.6 км нижче водоспаду «Долгожданний».